# Cacosternum poyntoni
Cacosternum poyntoni es una especie  de anfibios de la familia Ranidae.

## Distribución geográfica
Se encuentra en Sudáfrica.  